# Amylocarpus encephaloides
Amylocarpus encephaloides är en svampart som beskrevs av Curr. 1859. Enligt Catalogue of Life ingår Amylocarpus encephaloides i släktet Amylocarpus, klassen Leotiomycetes, divisionen sporsäcksvampar och riket svampar, men enligt Dyntaxa är tillhörigheten istället släktet Amylocarpus, ordningen disksvampar, klassen Leotiomycetes, divisionen sporsäcksvampar och riket svampar. Arten är reproducerande i Sverige. Inga underarter finns listade i Catalogue of Life.